# Pinus aristata
Pinus aristata, el pino de Colorado, es una especie arbórea del género Pinus en la subsección Balfourianae de la Familia Pinaceae, género Pinus, nativo de los Estados Unidos, donde se encuentra en las Montañas Rocosas en Colorado y la parte norte de Nuevo México, con una población aislada en el San Francisco Peaks de Arizona. Se encuentra a unas altitudes muy elevadas, de 2500 a 3700 m, en condiciones de clima subalpino frío y seco, a menudo en la línea arbolada, si bien forma también extensas agrupaciones con copas cerradas a alturas más bajas.

## Descripción
Es un árbol de tamaño mediano, alcanzando de 5 a 15 m de alto y con un diámetro de tronco de hasta 1,5 m; corteza gris-marrón, fina y escamosa en la base del tronco.
Las hojas (agujas) están agupadas en fascículos de cinco, de 2,5 a 4 cm, de color verde profundo a azulverdoso en la cara externa, con los estomas confinados a una banda blanca brillante en las superficies internas.
Los conos son ovoideocilíndricos, de 5 a 10 cm de largo y de 3 a 4 cm de ancho cuando están cerrados, púrpura al principio, madurando a un color amarillo brillante cuando tienen 16 meses, con numerosas escalas finas, y frágiles, cada escala con una  celda como espina dorsal 4 a 8 mm. Los conos se abren en 4 a 6 centímetros de ancho cuando están maduros, lanzando las semillas inmediatamente después de la apertura.
Las semillas tienen 5 mm de largo, con un ala de 10 a 20 milímetro; se dispersan sobre todo por el viento, pero algunas también se dispersan gracias al cascanueces de Clark, que desprenden las semillas de los conos en su apertura, así pues estas aves utilizan las semillas como un recurso alimenticio, almacenando muchos para su consumo posterior, y algunas de estas semillas almacenadas no se utilizan y pueden germinar y crecer.

## Diferencias y similitudes

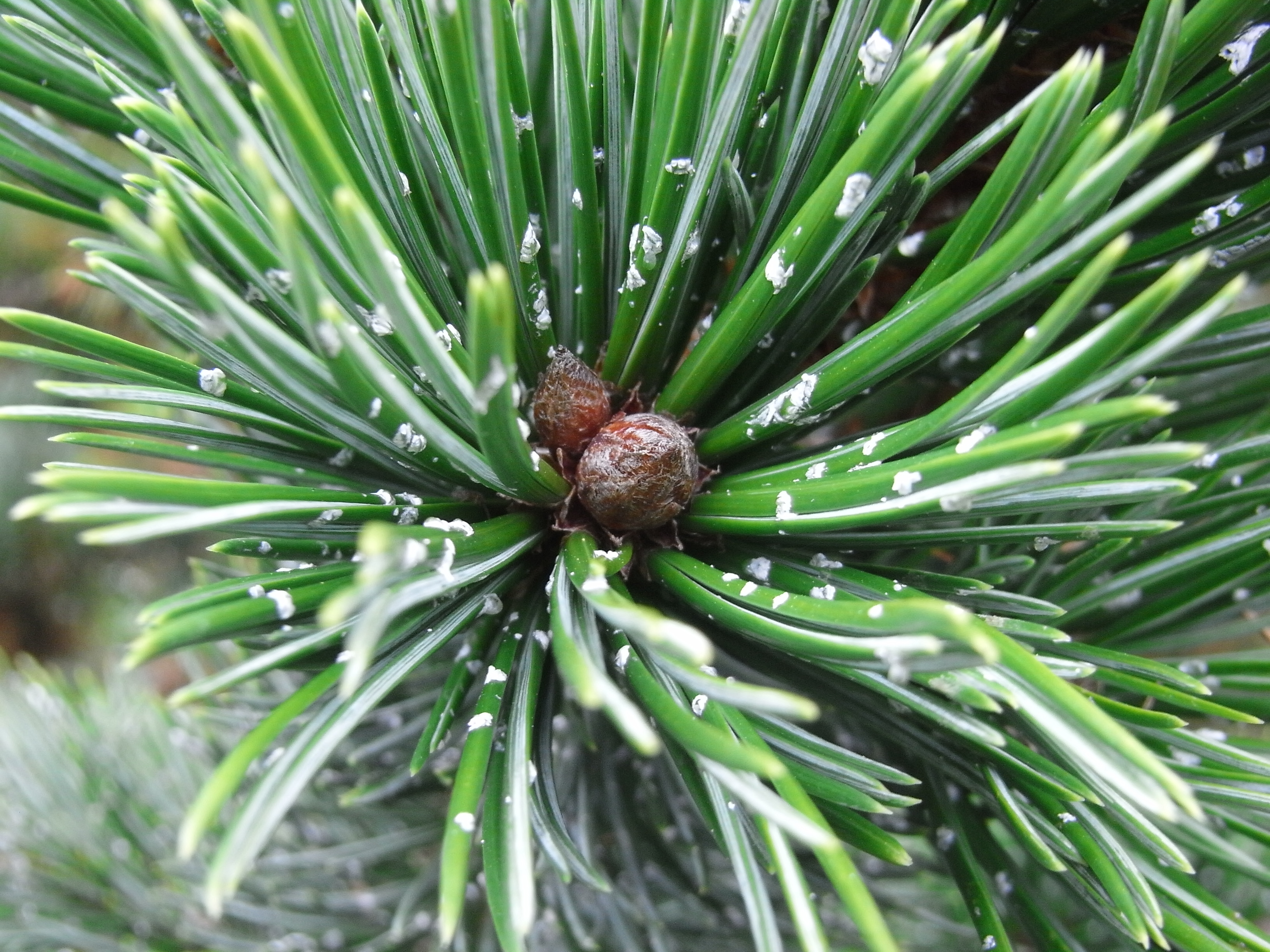
Agujas con flecos característicos de resina.

El Pinus aristata se diferencia de las dos otras especies del pino « bristlecone» en que las agujas tienen generalmente solo un canal de resina (y raramente dos), y éstos se interrumpen y generalmente se encuentran rotos, apareciendo la resina blanca en unos flecos característicos en las agujas. Este carácter, en las agujas, es diagnóstico característico del Pinus aristata; ningún otro pino lo muestra (aunque sin embargo a veces, cuando están infestados por insectos Coccoidea pueden parecer superficialmente similares).

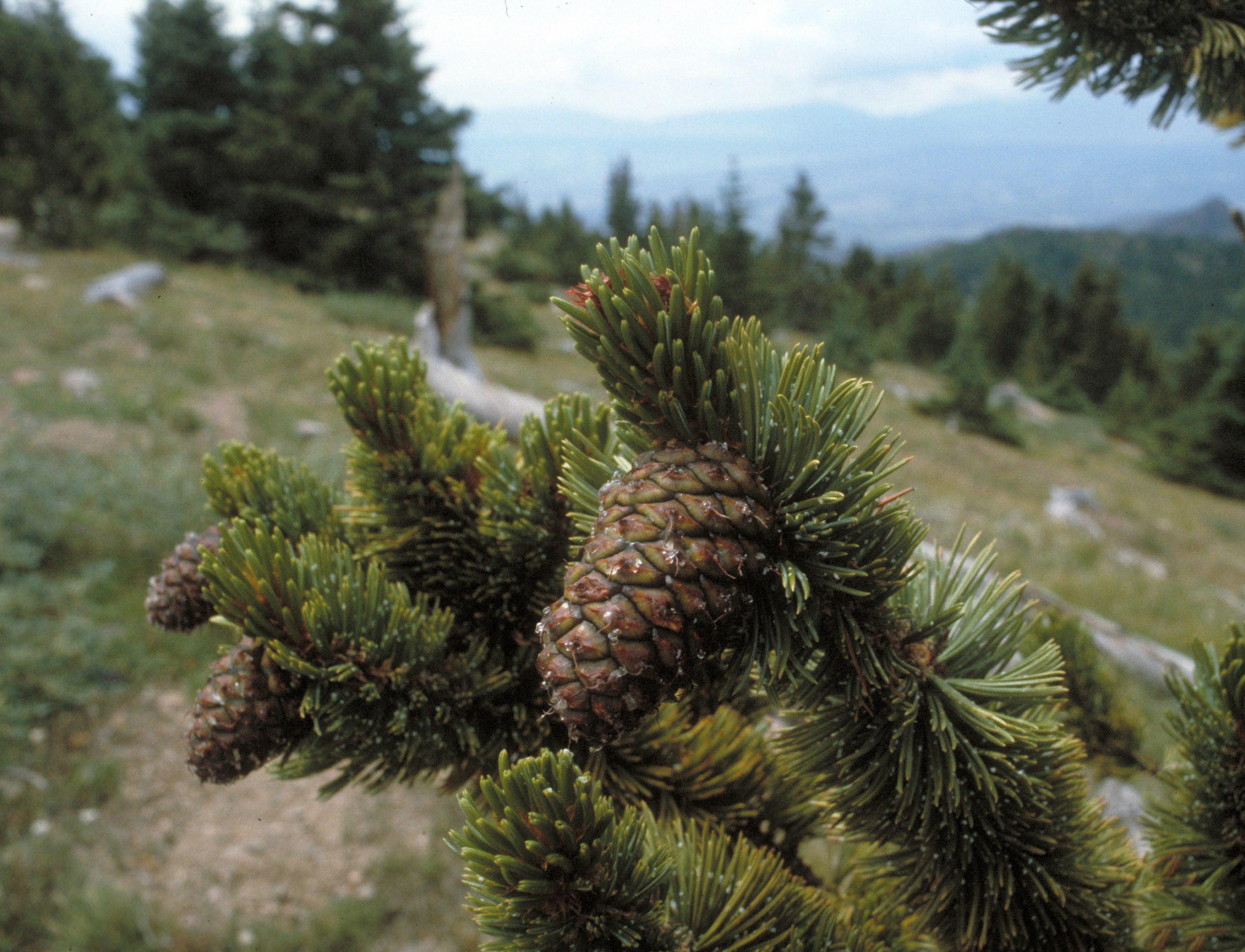
Conos

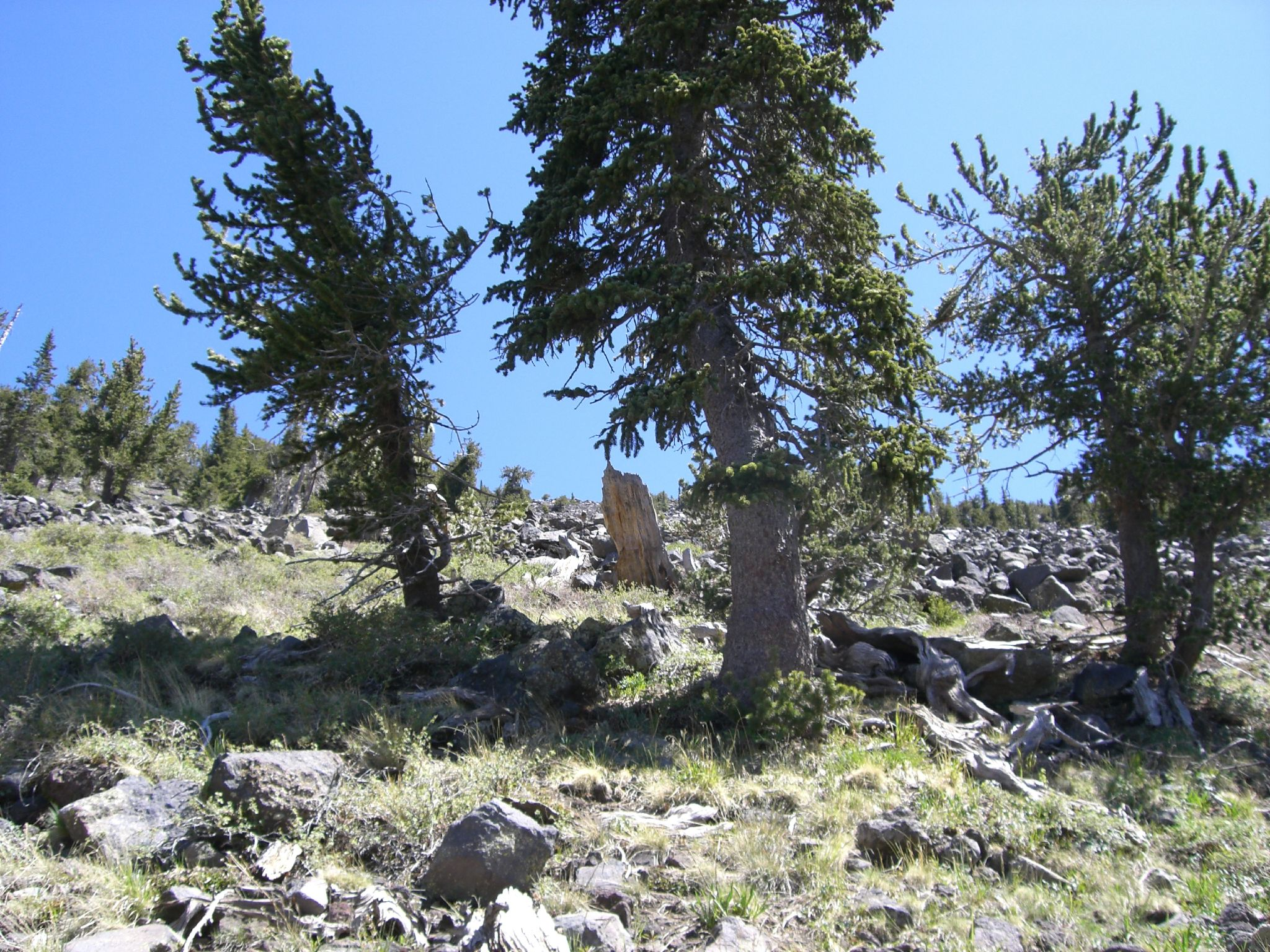
En su hábitat

## Curiosidades
El Pinus arsitata es un árbol duradero, aunque no logran la longevidad del « Great Basin Bristlecone Pine» (Pinus longaeva) el árbol más longevo del que se tiene noticia, que crece alto en el Mount Evans de Colorado fue encontrado un ejemplar cuyos anillos indicaban una edad de 2.435 años. Sin embargo, estos árboles viven raramente sobre 1.500 años.

## Usos
El pino "bristlecone" de las montañas Rocosas es en gran medida el más común de los pinos de bristlecone en cultivo, siendo un árbol de porte pequeño, de crecimiento lento muy atractivo conveniente para pequeño jardines en climas fríos. Incluso así pues, nunca es tan duradero como el silvestre, viviendo menos de 100 años antes de que sucumba al deterioro de la raíz en los hábitat más cálidos y húmedos, frecuentes en la mayoría de los lugares habitados.

## Taxonomía
Pinus aristata fue descrita por George Engelmann  y publicado en American Journal of Science, and Arts, ser. 2, 34: 331. 1862.
Etimología
Pinus: nombre genérico dado en latín al pino.
aristata: epíteto latino que significa "con largas cerdas de punta".
Sinonimia
- Pinus balfouriana A.Greville & Balfour var. aristata (Engelmann) Engelmann [6][7]